# Carlos Juárez Aldazábal
Carlos J. Aldazábal (Provincia de Salta, 4 de junio de 1974) es un poeta y escritor argentino.

## Trayectoria
Publicó los poemarios La soberbia del monje (1996), Por qué queremos ser Quevedo (1999), Nadie enduela su voz como plegaria(2003), El caserío(2007), Heredarás la tierra (2007), El banco está cerrado (2010), Hain. El mundo selk´nam en poesía e historieta (2012, con ilustraciones de Eleonora Kortsarz), Piedra al pecho (2013), Las visitas de siempre (2014), Camerata carioca (2016), Mauritania es un país con nieve (2019) y Paraje (2021).
Poemas suyos aparecen en distintas antologías, entre las que destacan Poesía Joven del Noroeste Argentino (2008), compilada por Santiago Sylvester y editada por el Fondo Nacional de las Artes y El Canon abierto. Última poesía en español (Madrid, Visor, 2015). Su producción narrativa, mayormente inédita, recibió el premio “Iniciación” de la Secretaría de Cultura de la Argentina. Como ensayista, obtuvo el primer premio del Fondo Nacional de las Artes por el libro El aire estaba quieto. Cultura popular y música folclórica (2009). Es responsable del proyecto editorial el suri porfiado. Actualmente, coordina el Espacio Literario Juan L. Ortiz en el Centro Cultural de la Cooperación Floreal Gorini. Es Doctor en Ciencias Sociales, Magíster en Comunicación y Cultura y Licenciado en Ciencias de la Comunicación por la Universidad de Buenos Aires, en donde se desempeña como docente.

## Libros de poemas publicados
- La soberbia del monje (Buenos Aires, Último Reino,[5] 1996).
- Por qué queremos ser Quevedo (Buenos Aires, Bajo la luna, 1999).
- Nadie enduela su voz como plegaria (Buenos Aires, Tantalia,[6] 2003).
- El caserío (Buenos Aires, el suri porfiado, 2007).
- Heredarás la tierra (Buenos Aires, el suri porfiado, 2007).
- El banco está cerrado[7] (Buenos Aires, el suri porfiado, 2010).
- Hain. El mundo selk`nam en poesía e historieta (Buenos Aires, Desde la Gente,[8] 2012).
- Piedra al pecho (Granada, Valparaíso,[9] 2013; Cochabamba, Kipus,[10] 2014).
- Las visitas de siempre (Buenos Aires, el suri porfiado, 2014).
- Camerata carioca (México, Valparaíso, 2016)
- Mauritania es un país con nieve (Sevilla, Algaida, 2019)
- Paraje (Buenos Aires, el suri porfiado, 2021)

## Premios
Entre otros:
- Premio Olga Orozco del Fondo Nacional de las Artes (Buenos Aires, Argentina)
- Premio Kutxa Ciudad de Irún de Poesía en Castellano (Guipúzcoa, España)
- Premio Alhambra de Poesía Americana[11] (Granada, España).
- Primer Premio Regional de Poesía (NOA) de la Secretaría de Cultura de la Argentina.
- Primer Premio del II Concurso “Identidad, de las huellas a la palabra”, organizado por Abuelas de Plaza de Mayo.
- Corona del Poeta, Eisteddfod[12] del Chubut